# Paul Servais
Paul Simon Marie Servais (Verviers, 26 maart 1914 - 19 februari 1978) was een Belgisch volksvertegenwoordiger.

## Levensloop
Servais promoveerde tot doctor in de handelswetenschappen aan de Universiteit van Luik.
Hij werd verkozen tot PSC-volksvertegenwoordiger voor het arrondissement Verviers op 26 juni 1949 en vervulde dit mandaat tot aan de vervroegde verkiezingen van 4 juni 1950.